# Авока (Індіана)
Авока (англ. Avoca) — переписна місцевість (CDP) в США, в окрузі Лоуренс штату Індіана. Населення — 545 осіб (2020).

## Географія
Авока розташована за координатами 38°55′2″ пн. ш. 86°33′20″ зх. д. / 38.91722° пн. ш. 86.55556° зх. д. (38.917196, -86.555642).  За даними Бюро перепису населення США в 2010 році переписна місцевість мала площу 5,43 км², уся площа — суходіл.

## Демографія
Згідно з переписом 2010 року, у переписній місцевості мешкали 583 особи в 248 домогосподарствах у складі 176 родин. Густота населення становила 107 осіб/км².  Було 281 помешкання (52/км²).
Расовий склад населення:
| - 96,7 % — білих - 0,7 % — азіатів - 0,5 % — корінних американців |

До двох чи більше рас належало 1,5 %. Частка іспаномовних становила 1,2 % від усіх жителів.
За віковим діапазоном населення розподілялося таким чином: 19,6 % — особи молодші 18 років, 65,5 % — особи у віці 18—64 років, 14,9 % — особи у віці 65 років та старші. Медіана віку мешканця становила 44,7 року. На 100 осіб жіночої статі у переписній місцевості припадало 97,6 чоловіків;  на 100 жінок у віці від 18 років та старших — 93,0 чоловіків також старших 18 років.
Середній дохід на одне домашнє господарство  становив 79 850 доларів США (медіана — 85 417), а середній дохід на одну сім'ю — 84 416 доларів (медіана — 86 181). За межею бідності перебувало 10,8 % осіб, у тому числі 20,6 % дітей у віці до 18 років та 0,0 % осіб у віці 65 років та старших.
Цивільне працевлаштоване населення становило 301 осіб. Основні галузі зайнятості: освіта, охорона здоров'я та соціальна допомога — 24,6 %, виробництво — 20,6 %, мистецтво, розваги та відпочинок — 15,9 %, фінанси, страхування та нерухомість — 12,6 %.